# Copa Davis 2015
La Copa Davis de 2015 fue la 104.ª edición del torneo de tenis masculino más importante disputado por diversas naciones. Participaron dieciséis equipos en el Grupo Mundial y más de cien en los diferentes grupos regionales.

## Movilidad entre grupos: 2014 a 2015
| Categoría    | Categoría      | Grupos | Grupos | Grupos | Grupos | Grupos | Grupos | Grupos | Grupos | Grupos | Grupos | Grupos | Grupos | Grupos | Grupos | Grupos | Grupos | Grupos | Grupos |
| ------------ | -------------- | --- | --- | --- | --- | --- | --- | --- | --- | --- | --- | --- | --- | --- | --- | --- | --- | --- | --- |
| 1.º          | 1.º            | Mundial · 16 equipos · \| · Alemania \| · Argentina \| · Australia \| · Bélgica \| \| · Brasil \| · Canadá \| · Croacia \| · Estados Unidos \| \| · Francia \| · Gran Bretaña \| · Italia \| · Japón \| \| · Kazajistán \| · Rep. Checa \| · Serbia \| · Suiza \| \| ------------ \| -------------- \| ----------- \| ---------------- \| | Mundial · 16 equipos · \| · Alemania \| · Argentina \| · Australia \| · Bélgica \| \| · Brasil \| · Canadá \| · Croacia \| · Estados Unidos \| \| · Francia \| · Gran Bretaña \| · Italia \| · Japón \| \| · Kazajistán \| · Rep. Checa \| · Serbia \| · Suiza \| \| ------------ \| -------------- \| ----------- \| ---------------- \| | Mundial · 16 equipos · \| · Alemania \| · Argentina \| · Australia \| · Bélgica \| \| · Brasil \| · Canadá \| · Croacia \| · Estados Unidos \| \| · Francia \| · Gran Bretaña \| · Italia \| · Japón \| \| · Kazajistán \| · Rep. Checa \| · Serbia \| · Suiza \| \| ------------ \| -------------- \| ----------- \| ---------------- \| | Mundial · 16 equipos · \| · Alemania \| · Argentina \| · Australia \| · Bélgica \| \| · Brasil \| · Canadá \| · Croacia \| · Estados Unidos \| \| · Francia \| · Gran Bretaña \| · Italia \| · Japón \| \| · Kazajistán \| · Rep. Checa \| · Serbia \| · Suiza \| \| ------------ \| -------------- \| ----------- \| ---------------- \| | Mundial · 16 equipos · \| · Alemania \| · Argentina \| · Australia \| · Bélgica \| \| · Brasil \| · Canadá \| · Croacia \| · Estados Unidos \| \| · Francia \| · Gran Bretaña \| · Italia \| · Japón \| \| · Kazajistán \| · Rep. Checa \| · Serbia \| · Suiza \| \| ------------ \| -------------- \| ----------- \| ---------------- \| | Mundial · 16 equipos · \| · Alemania \| · Argentina \| · Australia \| · Bélgica \| \| · Brasil \| · Canadá \| · Croacia \| · Estados Unidos \| \| · Francia \| · Gran Bretaña \| · Italia \| · Japón \| \| · Kazajistán \| · Rep. Checa \| · Serbia \| · Suiza \| \| ------------ \| -------------- \| ----------- \| ---------------- \| | Mundial · 16 equipos · \| · Alemania \| · Argentina \| · Australia \| · Bélgica \| \| · Brasil \| · Canadá \| · Croacia \| · Estados Unidos \| \| · Francia \| · Gran Bretaña \| · Italia \| · Japón \| \| · Kazajistán \| · Rep. Checa \| · Serbia \| · Suiza \| \| ------------ \| -------------- \| ----------- \| ---------------- \| | Mundial · 16 equipos · \| · Alemania \| · Argentina \| · Australia \| · Bélgica \| \| · Brasil \| · Canadá \| · Croacia \| · Estados Unidos \| \| · Francia \| · Gran Bretaña \| · Italia \| · Japón \| \| · Kazajistán \| · Rep. Checa \| · Serbia \| · Suiza \| \| ------------ \| -------------- \| ----------- \| ---------------- \| | Mundial · 16 equipos · \| · Alemania \| · Argentina \| · Australia \| · Bélgica \| \| · Brasil \| · Canadá \| · Croacia \| · Estados Unidos \| \| · Francia \| · Gran Bretaña \| · Italia \| · Japón \| \| · Kazajistán \| · Rep. Checa \| · Serbia \| · Suiza \| \| ------------ \| -------------- \| ----------- \| ---------------- \| | Mundial · 16 equipos · \| · Alemania \| · Argentina \| · Australia \| · Bélgica \| \| · Brasil \| · Canadá \| · Croacia \| · Estados Unidos \| \| · Francia \| · Gran Bretaña \| · Italia \| · Japón \| \| · Kazajistán \| · Rep. Checa \| · Serbia \| · Suiza \| \| ------------ \| -------------- \| ----------- \| ---------------- \| | Mundial · 16 equipos · \| · Alemania \| · Argentina \| · Australia \| · Bélgica \| \| · Brasil \| · Canadá \| · Croacia \| · Estados Unidos \| \| · Francia \| · Gran Bretaña \| · Italia \| · Japón \| \| · Kazajistán \| · Rep. Checa \| · Serbia \| · Suiza \| \| ------------ \| -------------- \| ----------- \| ---------------- \| | Mundial · 16 equipos · \| · Alemania \| · Argentina \| · Australia \| · Bélgica \| \| · Brasil \| · Canadá \| · Croacia \| · Estados Unidos \| \| · Francia \| · Gran Bretaña \| · Italia \| · Japón \| \| · Kazajistán \| · Rep. Checa \| · Serbia \| · Suiza \| \| ------------ \| -------------- \| ----------- \| ---------------- \| | Mundial · 16 equipos · \| · Alemania \| · Argentina \| · Australia \| · Bélgica \| \| · Brasil \| · Canadá \| · Croacia \| · Estados Unidos \| \| · Francia \| · Gran Bretaña \| · Italia \| · Japón \| \| · Kazajistán \| · Rep. Checa \| · Serbia \| · Suiza \| \| ------------ \| -------------- \| ----------- \| ---------------- \| | Mundial · 16 equipos · \| · Alemania \| · Argentina \| · Australia \| · Bélgica \| \| · Brasil \| · Canadá \| · Croacia \| · Estados Unidos \| \| · Francia \| · Gran Bretaña \| · Italia \| · Japón \| \| · Kazajistán \| · Rep. Checa \| · Serbia \| · Suiza \| \| ------------ \| -------------- \| ----------- \| ---------------- \| | Mundial · 16 equipos · \| · Alemania \| · Argentina \| · Australia \| · Bélgica \| \| · Brasil \| · Canadá \| · Croacia \| · Estados Unidos \| \| · Francia \| · Gran Bretaña \| · Italia \| · Japón \| \| · Kazajistán \| · Rep. Checa \| · Serbia \| · Suiza \| \| ------------ \| -------------- \| ----------- \| ---------------- \| | Mundial · 16 equipos · \| · Alemania \| · Argentina \| · Australia \| · Bélgica \| \| · Brasil \| · Canadá \| · Croacia \| · Estados Unidos \| \| · Francia \| · Gran Bretaña \| · Italia \| · Japón \| \| · Kazajistán \| · Rep. Checa \| · Serbia \| · Suiza \| \| ------------ \| -------------- \| ----------- \| ---------------- \| | Mundial · 16 equipos · \| · Alemania \| · Argentina \| · Australia \| · Bélgica \| \| · Brasil \| · Canadá \| · Croacia \| · Estados Unidos \| \| · Francia \| · Gran Bretaña \| · Italia \| · Japón \| \| · Kazajistán \| · Rep. Checa \| · Serbia \| · Suiza \| \| ------------ \| -------------- \| ----------- \| ---------------- \| | Mundial · 16 equipos · \| · Alemania \| · Argentina \| · Australia \| · Bélgica \| \| · Brasil \| · Canadá \| · Croacia \| · Estados Unidos \| \| · Francia \| · Gran Bretaña \| · Italia \| · Japón \| \| · Kazajistán \| · Rep. Checa \| · Serbia \| · Suiza \| \| ------------ \| -------------- \| ----------- \| ---------------- \| |
| 2.º          | 2.º            | Zona de Europa y África 1 · 13 equipos · Austria · Dinamarca · Eslovaquia · Eslovenia · España · Holanda · Israel · Lituania · Polonia · Rumania · Rusia · Suecia · Ucrania · | Zona de Europa y África 1 · 13 equipos · Austria · Dinamarca · Eslovaquia · Eslovenia · España · Holanda · Israel · Lituania · Polonia · Rumania · Rusia · Suecia · Ucrania · | Zona de Europa y África 1 · 13 equipos · Austria · Dinamarca · Eslovaquia · Eslovenia · España · Holanda · Israel · Lituania · Polonia · Rumania · Rusia · Suecia · Ucrania · | Zona de Europa y África 1 · 13 equipos · Austria · Dinamarca · Eslovaquia · Eslovenia · España · Holanda · Israel · Lituania · Polonia · Rumania · Rusia · Suecia · Ucrania · | Zona de Europa y África 1 · 13 equipos · Austria · Dinamarca · Eslovaquia · Eslovenia · España · Holanda · Israel · Lituania · Polonia · Rumania · Rusia · Suecia · Ucrania · | Zona de Europa y África 1 · 13 equipos · Austria · Dinamarca · Eslovaquia · Eslovenia · España · Holanda · Israel · Lituania · Polonia · Rumania · Rusia · Suecia · Ucrania · | Zona de Europa y África 1 · 13 equipos · Austria · Dinamarca · Eslovaquia · Eslovenia · España · Holanda · Israel · Lituania · Polonia · Rumania · Rusia · Suecia · Ucrania · | Zona de Europa y África 1 · 13 equipos · Austria · Dinamarca · Eslovaquia · Eslovenia · España · Holanda · Israel · Lituania · Polonia · Rumania · Rusia · Suecia · Ucrania · | Zona de Europa y África 1 · 13 equipos · Austria · Dinamarca · Eslovaquia · Eslovenia · España · Holanda · Israel · Lituania · Polonia · Rumania · Rusia · Suecia · Ucrania · | Zona de Asia y Oceanía 1 · 6 equipos · China · Corea del Sur · India · Nueva Zelanda · Tailandia · Uzbekistán | Zona de América 1 · 6 equipos · Barbados · Colombia · Ecuador · Rep. Dominicana · Uruguay · | | | | | | | |
| 3.º          | 3.º            | Zona de Europa y África 2 · 16 equipos · Bielorrusia · Bosnia y Herzegovina · Bulgaria · Finlandia · Hungría · Irlanda · Letonia · Luxemburgo · Madagascar · Marruecos · Mónaco · Moldavia · Portugal · Sudáfrica · Turquía · Zimbabue ·                                                                                                  | Zona de Europa y África 2 · 16 equipos · Bielorrusia · Bosnia y Herzegovina · Bulgaria · Finlandia · Hungría · Irlanda · Letonia · Luxemburgo · Madagascar · Marruecos · Mónaco · Moldavia · Portugal · Sudáfrica · Turquía · Zimbabue ·                                                                                                  | Zona de Europa y África 2 · 16 equipos · Bielorrusia · Bosnia y Herzegovina · Bulgaria · Finlandia · Hungría · Irlanda · Letonia · Luxemburgo · Madagascar · Marruecos · Mónaco · Moldavia · Portugal · Sudáfrica · Turquía · Zimbabue ·                                                                                                  | Zona de Europa y África 2 · 16 equipos · Bielorrusia · Bosnia y Herzegovina · Bulgaria · Finlandia · Hungría · Irlanda · Letonia · Luxemburgo · Madagascar · Marruecos · Mónaco · Moldavia · Portugal · Sudáfrica · Turquía · Zimbabue ·                                                                                                  | Zona de Europa y África 2 · 16 equipos · Bielorrusia · Bosnia y Herzegovina · Bulgaria · Finlandia · Hungría · Irlanda · Letonia · Luxemburgo · Madagascar · Marruecos · Mónaco · Moldavia · Portugal · Sudáfrica · Turquía · Zimbabue ·                                                                                                  | Zona de Europa y África 2 · 16 equipos · Bielorrusia · Bosnia y Herzegovina · Bulgaria · Finlandia · Hungría · Irlanda · Letonia · Luxemburgo · Madagascar · Marruecos · Mónaco · Moldavia · Portugal · Sudáfrica · Turquía · Zimbabue ·                                                                                                  | Zona de Europa y África 2 · 16 equipos · Bielorrusia · Bosnia y Herzegovina · Bulgaria · Finlandia · Hungría · Irlanda · Letonia · Luxemburgo · Madagascar · Marruecos · Mónaco · Moldavia · Portugal · Sudáfrica · Turquía · Zimbabue ·                                                                                                  | Zona de Europa y África 2 · 16 equipos · Bielorrusia · Bosnia y Herzegovina · Bulgaria · Finlandia · Hungría · Irlanda · Letonia · Luxemburgo · Madagascar · Marruecos · Mónaco · Moldavia · Portugal · Sudáfrica · Turquía · Zimbabue ·                                                                                                  | Zona de Europa y África 2 · 16 equipos · Bielorrusia · Bosnia y Herzegovina · Bulgaria · Finlandia · Hungría · Irlanda · Letonia · Luxemburgo · Madagascar · Marruecos · Mónaco · Moldavia · Portugal · Sudáfrica · Turquía · Zimbabue ·                                                                                                  | Zona de Asia y Oceanía 2 · 8 equipos · China Taipéi · Filipinas · Indonesia · Irán · Kuwait · Líbano · Pakistán · Sri Lanka · | Zona de América 2 · 8 equipos · Bolivia · Chile · Costa Rica · El Salvador · México · Perú · Puerto Rico · Venezuela | | | | | | | |
| 4.º          | 4.º            | Zona de Europa 3 · 13 equipos · Albania · Armenia · Chipre · Estonia · Georgia · Grecia · Islandia · Liechtenstein · Macedonia · Malta · Montenegro · Noruega · San Marino · | Zona de Europa 3 · 13 equipos · Albania · Armenia · Chipre · Estonia · Georgia · Grecia · Islandia · Liechtenstein · Macedonia · Malta · Montenegro · Noruega · San Marino · | Zona de Europa 3 · 13 equipos · Albania · Armenia · Chipre · Estonia · Georgia · Grecia · Islandia · Liechtenstein · Macedonia · Malta · Montenegro · Noruega · San Marino · | Zona de Europa 3 · 13 equipos · Albania · Armenia · Chipre · Estonia · Georgia · Grecia · Islandia · Liechtenstein · Macedonia · Malta · Montenegro · Noruega · San Marino · | Zona de Europa 3 · 13 equipos · Albania · Armenia · Chipre · Estonia · Georgia · Grecia · Islandia · Liechtenstein · Macedonia · Malta · Montenegro · Noruega · San Marino · | Zona de África 3 · 12 equipos · Argelia · Benín · Botsuana · Congo · Costa de Marfil · Egipto · Ghana · Libia · Mozambique · Namibia · Nigeria · Túnez · | Zona de África 3 · 12 equipos · Argelia · Benín · Botsuana · Congo · Costa de Marfil · Egipto · Ghana · Libia · Mozambique · Namibia · Nigeria · Túnez · | Zona de África 3 · 12 equipos · Argelia · Benín · Botsuana · Congo · Costa de Marfil · Egipto · Ghana · Libia · Mozambique · Namibia · Nigeria · Túnez · | Zona de África 3 · 12 equipos · Argelia · Benín · Botsuana · Congo · Costa de Marfil · Egipto · Ghana · Libia · Mozambique · Namibia · Nigeria · Túnez · | Zona de Asia y Oceanía 3 · 8 equipos · Arabia Saudita · Camboya · Hong Kong · Malasia · Catar · Siria · Turkmenistán · Vietnam · | Zona de América 3 · 10 equipos · Bahamas · Bermudas · Cuba · Guatemala · Haití · Honduras · Jamaica · Panamá · Paraguay · Trinidad y Tobago · | | | | | | | |
| 5.º          | 5.º            | | | | | | | | | | Zona de Asia y Oceanía 4 · 10 equipos · Bangladés · Baréin · Emiratos Árabes Unidos · Irak · Islas del Pacífico · Jordania · Kirguistán · Mongolia · Omán · Singapur · | | | | | | | | |
| · Alemania   | · Argentina    | · Australia | · Bélgica | | | | | | | | | | | | | | | | |
| · Brasil     | · Canadá       | · Croacia | · Estados Unidos | | | | | | | | | | | | | | | | |
| · Francia    | · Gran Bretaña | · Italia | · Japón | | | | | | | | | | | | | | | | |
| · Kazajistán | · Rep. Checa   | · Serbia | · Suiza | | | | | | | | | | | | | | | | |

## Grupo Mundial
El Grupo Mundial es nivel que exige el más alto rendimiento de toda la Copa Davis. En esta edición, participarán los equipos que hayan alcanzado los cuartos de final de la Copa Davis 2014, (Edición anterior) y los ganadores las repescas entre los perdedores de los octavos de final en 2014 y los ganadores de los diferentes grupos regionales.
En esta edición, los perdedores de la primera ronda jugarán las repescas para el Grupo Mundial del 2016, y los equipos ganadores que accedan a los cuartos de final se les garantiza un lugar del Grupo Mundial de ese año.

### Equipos participantes
| Equipos participantes en el Grupo Mundial de 2015 | Equipos participantes en el Grupo Mundial de 2015 | Equipos participantes en el Grupo Mundial de 2015 | Equipos participantes en el Grupo Mundial de 2015 | Equipos participantes en el Grupo Mundial de 2015 | Equipos participantes en el Grupo Mundial de 2015 | Equipos participantes en el Grupo Mundial de 2015 | Equipos participantes en el Grupo Mundial de 2015 |
| Francia                                           | Suiza                                             | Rep. Checa                                        | Serbia                                            | Argentina                                         | Italia                                            | Estados Unidos                                    | Canadá                                            |
| Alemania                                          | Kazajistán                                        | Japón                                             | Croacia                                           | Brasil                                            | Australia                                         | Gran Bretaña                                      | Bélgica                                           |
| ------------------------------------------------- | ------------------------------------------------- | ------------------------------------------------- | ------------------------------------------------- | ------------------------------------------------- | ------------------------------------------------- | ------------------------------------------------- | ------------------------------------------------- |

### Sorteo
- El sorteo del Grupo Mundial para la Copa Davis 2015, se celebró en la ciudad de Dubái, el 18 de septiembre de 2014 a las 19:00 hora local (15:00 GMT).[1]

Cabezas de serie
| 1. Francia 2. Suiza 3. República Checa 4. Serbia | 1. Argentina 2. Italia 3. Estados Unidos 4. Canadá |

### Eliminatorias
|  | Octavos de final   | Octavos de final |               |   | Cuartos de final | Cuartos de final |  |  | Semifinales           | Semifinales           |  |  | Final                | Final                |
|  | 6 - 8 de marzo     | 6 - 8 de marzo   |               |   | 17 - 19 de julio | 17 - 19 de julio |  |  | 18 - 20 de septiembre | 18 - 20 de septiembre |  |  | 27 - 29 de noviembre | 27 - 29 de noviembre |
|  |                    |                  |               |   |                  |                  |  |  |                       |                       |  |  |                      |                      |
|  |                    |                  |               |   |                  |                  |  |  |                       |                       |  |  |                      |                      |
|  |                    |                  |               |   |                  |                  |  |  |                       |                       |  |  |                      |                      |
|  | Francia (1)        | 3                |               |   |                  |                  |  |  |                       |                       |  |  |                      |                      |
|  | Francia (1)        | 3                |               |   |                  |                  |  |  |                       |                       |  |  |                      |                      |
|  | Alemania           | 2                |               |   |                  |                  |  |  |                       |                       |  |  |                      |                      |
|  | Alemania           | 2                | Francia (1)   | 1 |                  |                  |  |  |                       |                       |  |  |                      |                      |
|  |                    |                  |               | 1 |                  |                  |  |  |                       |                       |  |  |                      |                      |
|  |                    | Gran Bretaña     | 3             |   |                  |                  |  |  |                       |                       |  |  |                      |                      |
|  | Estados Unidos (7) | Gran Bretaña     | 3             | 2 |                  |                  |  |  |                       |                       |  |  |                      |                      |
|  | Estados Unidos (7) |                  |               | 2 |                  |                  |  |  |                       |                       |  |  |                      |                      |
|  | Gran Bretaña       | 3                |               |   |                  |                  |  |  |                       |                       |  |  |                      |                      |
|  | Gran Bretaña       | 3                | Gran Bretaña  | 3 |                  |                  |  |  |                       |                       |  |  |                      |                      |
|  |                    |                  |               | 3 |                  |                  |  |  |                       |                       |  |  |                      |                      |
|  |                    | Australia        | 2             |   |                  |                  |  |  |                       |                       |  |  |                      |                      |
|  | Rep. Checa (3)     | Australia        | 2             | 2 |                  |                  |  |  |                       |                       |  |  |                      |                      |
|  | Rep. Checa (3)     |                  |               | 2 |                  |                  |  |  |                       |                       |  |  |                      |                      |
|  | Australia          | 3                |               |   |                  |                  |  |  |                       |                       |  |  |                      |                      |
|  | Australia          | 3                | Australia     | 3 |                  |                  |  |  |                       |                       |  |  |                      |                      |
|  |                    |                  |               | 3 |                  |                  |  |  |                       |                       |  |  |                      |                      |
|  |                    | Kazajistán       | 2             |   |                  |                  |  |  |                       |                       |  |  |                      |                      |
|  | Italia (6)         | Kazajistán       | 2             | 2 |                  |                  |  |  |                       |                       |  |  |                      |                      |
|  | Italia (6)         |                  |               | 2 |                  |                  |  |  |                       |                       |  |  |                      |                      |
|  | Kazajistán         | 3                |               |   |                  |                  |  |  |                       |                       |  |  |                      |                      |
|  | Kazajistán         | 3                | Gran Bretaña  | 3 |                  |                  |  |  |                       |                       |  |  |                      |                      |
|  |                    |                  |               | 3 |                  |                  |  |  |                       |                       |  |  |                      |                      |
|  |                    | Bélgica          | 1             |   |                  |                  |  |  |                       |                       |  |  |                      |                      |
|  | Brasil             | Bélgica          | 1             | 2 |                  |                  |  |  |                       |                       |  |  |                      |                      |
|  | Brasil             |                  |               | 2 |                  |                  |  |  |                       |                       |  |  |                      |                      |
|  | Argentina (5)      | 3                |               |   |                  |                  |  |  |                       |                       |  |  |                      |                      |
|  | Argentina (5)      | 3                | Argentina (5) | 4 |                  |                  |  |  |                       |                       |  |  |                      |                      |
|  |                    |                  |               | 4 |                  |                  |  |  |                       |                       |  |  |                      |                      |
|  |                    | Serbia (4)       | 1             |   |                  |                  |  |  |                       |                       |  |  |                      |                      |
|  | Croacia            | Serbia (4)       | 1             | 0 |                  |                  |  |  |                       |                       |  |  |                      |                      |
|  | Croacia            |                  |               | 0 |                  |                  |  |  |                       |                       |  |  |                      |                      |
|  | Serbia (4)         | 5                |               |   |                  |                  |  |  |                       |                       |  |  |                      |                      |
|  | Serbia (4)         | 5                | Argentina (5) | 2 |                  |                  |  |  |                       |                       |  |  |                      |                      |
|  |                    |                  |               | 2 |                  |                  |  |  |                       |                       |  |  |                      |                      |
|  |                    | Bélgica          | 3             |   |                  |                  |  |  |                       |                       |  |  |                      |                      |
|  | Japón              | Bélgica          | 3             | 2 |                  |                  |  |  |                       |                       |  |  |                      |                      |
|  | Japón              |                  |               | 2 |                  |                  |  |  |                       |                       |  |  |                      |                      |
|  | Canadá (8)         | 3                |               |   |                  |                  |  |  |                       |                       |  |  |                      |                      |
|  | Canadá (8)         | 3                | Canadá (8)    | 0 |                  |                  |  |  |                       |                       |  |  |                      |                      |
|  |                    |                  |               | 0 |                  |                  |  |  |                       |                       |  |  |                      |                      |
|  |                    | Bélgica          | 5             |   |                  |                  |  |  |                       |                       |  |  |                      |                      |
|  | Bélgica            | Bélgica          | 5             | 3 |                  |                  |  |  |                       |                       |  |  |                      |                      |
|  | Bélgica            |                  |               | 3 |                  |                  |  |  |                       |                       |  |  |                      |                      |
|  | Suiza (2)          | 2                |               |   |                  |                  |  |  |                       |                       |  |  |                      |                      |
|  | Suiza (2)          | 2                |               |   |                  |                  |  |  |                       |                       |  |  |                      |                      |

- En cursiva y * equipos que juegan de local.
- Los perdedores de la primera ronda, juegan contra los que clasifican en el grupo mundial.
- (n) Entre paréntesis indica el número de cabeza de serie.

#### Octavos de final
En primera columna, el equipo que efectúa de local.
| | Bandera de Alemania | Alemania                         | 2  | 3 | Francia | Bandera de Francia |    |
| --- | ------------------- | -------------------------------- | -- | - | ------- | ------------------ | -- |
| Fraport Arena, Frankfurt, Alemania 6 de marzo al 8 de marzo de 2015 (Dura, bajo techo) |                     |                                  |    |   |         |                    |    |
| \| 1 \| \| Jan-Lennard Struff \| 64 \| 6 \| 77 \| 2 \| 8 \| \| 1 \| \| Gilles Simon \| 77 \| 2 \| 61 \| 6 \| 10 \| \| 2 \| \| Philipp Kohlschreiber \| 4 \| 5 \| 64 \| \| \| \| 2 \| \| Gaël Monfils \| 6 \| 7 \| 77 \| \| \| \| 3 \| \| Benjamin Becker - Andre Begemann \| 4 \| 3 \| 2 \| \| \| \| 3 \| \| Julien Benneteau - Nicolas Mahut \| 6 \| 6 \| 6 \| \| \| \| 4 \| \| Philipp Kohlschreiber \| 77 \| 6 \| \| \| \| \| 4 \| \| Gilles Simon \| 65 \| 4 \| \| \| \| \| 5 \| \| Jan-Lennard Struff \| 78 \| 6 \| \| \| \| \| 5 \| \| Gaël Monfils \| 66 \| 3 \| \| \| \| |                     |                                  |    |   |         |                    |    |
| 1 | Bandera de Alemania | Jan-Lennard Struff               | 64 | 6 | 77      | 2                  | 8  |
| 1 | Bandera de Francia  | Gilles Simon                     | 77 | 2 | 61      | 6                  | 10 |
| 2 | Bandera de Alemania | Philipp Kohlschreiber            | 4  | 5 | 64      |                    |    |
| 2 | Bandera de Francia  | Gaël Monfils                     | 6  | 7 | 77      |                    |    |
| 3 | Bandera de Alemania | Benjamin Becker - Andre Begemann | 4  | 3 | 2       |                    |    |
| 3 | Bandera de Francia  | Julien Benneteau - Nicolas Mahut | 6  | 6 | 6       |                    |    |
| 4 | Bandera de Alemania | Philipp Kohlschreiber            | 77 | 6 |         |                    |    |
| 4 | Bandera de Francia  | Gilles Simon                     | 65 | 4 |         |                    |    |
| 5 | Bandera de Alemania | Jan-Lennard Struff               | 78 | 6 |         |                    |    |
| 5 | Bandera de Francia  | Gaël Monfils                     | 66 | 3 |         |                    |    |

| | Bandera del Reino Unido   | Gran Bretaña                  | 3  | 2       | Estados Unidos | Bandera de Estados Unidos |    |
| --- | ------------------------- | ----------------------------- | -- | ------- | -------------- | ------------------------- | -- |
| Emirates Arena, Glasgow, Reino Unido 6 de marzo al 8 de marzo de 2015 (Dura, bajo techo) |                           |                               |    |         |                |                           |    |
| \| 1 \| \| Andy Murray \| 6 \| 6 \| 4 \| 6 \| \| \| 1 \| \| Donald Young \| 1 \| 1 \| 6 \| 2 \| \| \| 2 \| \| James Ward \| 64 \| 5 \| 6 \| 77 \| 15 \| \| 2 \| \| John Isner \| 77 \| 7 \| 3 \| 63 \| 13 \| \| 3 \| \| Dominic Inglot - Jamie Murray \| 3 \| 2 \| 6 \| 710 \| 7 \| \| 3 \| \| Bob Bryan - Mike Bryan \| 6 \| 6 \| 3 \| 68 \| 9 \| \| 4 \| \| Andy Murray \| 77 \| 6 \| 77 \| \| \| \| 4 \| \| John Isner \| 64 \| 3 \| 64 \| \| \| \| 5 \| \| James Ward \| 7 \| 0retiro \| \| \| \| \| 5 \| \| Donald Young \| 5 \| 1 \| \| \| \| |                           |                               |    |         |                |                           |    |
| 1 | Bandera del Reino Unido   | Andy Murray                   | 6  | 6       | 4              | 6                         |    |
| 1 | Bandera de Estados Unidos | Donald Young                  | 1  | 1       | 6              | 2                         |    |
| 2 | Bandera del Reino Unido   | James Ward                    | 64 | 5       | 6              | 77                        | 15 |
| 2 | Bandera de Estados Unidos | John Isner                    | 77 | 7       | 3              | 63                        | 13 |
| 3 | Bandera del Reino Unido   | Dominic Inglot - Jamie Murray | 3  | 2       | 6              | 710                       | 7  |
| 3 | Bandera de Estados Unidos | Bob Bryan - Mike Bryan        | 6  | 6       | 3              | 68                        | 9  |
| 4 | Bandera del Reino Unido   | Andy Murray                   | 77 | 6       | 77             |                           |    |
| 4 | Bandera de Estados Unidos | John Isner                    | 64 | 3       | 64             |                           |    |
| 5 | Bandera del Reino Unido   | James Ward                    | 7  | 0retiro |                |                           |    |
| 5 | Bandera de Estados Unidos | Donald Young                  | 5  | 1       |                |                           |    |

| | Bandera de República Checa | República Checa            | 2  | 3  | Australia | Bandera de Australia |   |
| --- | -------------------------- | -------------------------- | -- | -- | --------- | -------------------- | - |
| CEZ Arena, Ostrava, República Checa 6 de marzo al 8 de marzo de 2015 (Dura, bajo techo) |                            |                            |    |    |           |                      |   |
| \| 1 \| \| Lukáš Rosol \| 6 \| 6 \| 5 \| 5 \| 3 \| \| 1 \| \| Thanasi Kokkinakis \| 4 \| 2 \| 7 \| 7 \| 6 \| \| 2 \| \| Jiří Veselý \| 4 \| 3 \| \| 65 \| \| \| 2 \| \| Bernard Tomic \| 6 \| 6 \| 77 \| \| \| \| 3 \| \| Jan Mertl - Adam Pavlásek \| 1 \| 77 \| 3 \| 77 \| 6 \| \| 3 \| \| Sam Groth - Lleyton Hewitt \| 6 \| 62 \| 6 \| 64 \| 2 \| \| 4 \| \| Lukáš Rosol \| 64 \| 3 \| 65 \| \| \| \| 4 \| \| Bernard Tomic \| 77 \| 6 \| 77 \| \| \| \| 5 \| \| Jiří Veselý \| 6 \| 6 \| \| \| \| \| 5 \| \| Thanasi Kokkinakis \| 3 \| 2 \| \| \| \| |                            |                            |    |    |           |                      |   |
| 1 | Bandera de República Checa | Lukáš Rosol                | 6  | 6  | 5         | 5                    | 3 |
| 1 | Bandera de Australia       | Thanasi Kokkinakis         | 4  | 2  | 7         | 7                    | 6 |
| 2 | Bandera de República Checa | Jiří Veselý                | 4  | 3  |           | 65                   |   |
| 2 | Bandera de Australia       | Bernard Tomic              | 6  | 6  | 77        |                      |   |
| 3 | Bandera de República Checa | Jan Mertl - Adam Pavlásek  | 1  | 77 | 3         | 77                   | 6 |
| 3 | Bandera de Australia       | Sam Groth - Lleyton Hewitt | 6  | 62 | 6         | 64                   | 2 |
| 4 | Bandera de República Checa | Lukáš Rosol                | 64 | 3  | 65        |                      |   |
| 4 | Bandera de Australia       | Bernard Tomic              | 77 | 6  | 77        |                      |   |
| 5 | Bandera de República Checa | Jiří Veselý                | 6  | 6  |           |                      |   |
| 5 | Bandera de Australia       | Thanasi Kokkinakis         | 3  | 2  |           |                      |   |

| | Bandera de Kazajistán | Kazajistán                            | 3   | 2 | Italia | Bandera de Italia |   |
| --- | --------------------- | ------------------------------------- | --- | - | ------ | ----------------- | - |
| Centro Nacional de Tenis, Astana, Kazajistán 6 de marzo al 8 de marzo de 2015 (Dura, bajo techo) |                       |                                       |     |   |        |                   |   |
| \| 1 \| \| Mikhail Kukushkin \| 78 \| 6 \| 6 \| \| \| \| 1 \| \| Simone Bolelli \| 66 \| 1 \| 2 \| \| \| \| 2 \| \| Andrey Golubev \| 3 \| 3 \| 77 \| 2 \| \| \| 2 \| \| Andreas Seppi \| 6 \| 6 \| 65 \| 6 \| \| \| 3 \| \| Andrey Golubev - Aleksandr Nedovyesov \| 64 \| 3 \| 715 \| 4 \| \| \| 3 \| \| Fabio Fognini - Paolo Lorenzi \| 77 \| 6 \| 613 \| 6 \| \| \| 4 \| \| Mikhail Kukushkin \| 710 \| 6 \| 6 \| \| \| \| 4 \| \| Andreas Seppi \| 68 \| 0 \| 4 \| \| \| \| 5 \| \| Andrey Golubev \| 77 \| 3 \| 4 \| 6 \| 7 \| \| 5 \| \| Simone Bolelli \| 65 \| 6 \| 6 \| 3 \| 5 \| |                       |                                       |     |   |        |                   |   |
| 1 | Bandera de Kazajistán | Mikhail Kukushkin                     | 78  | 6 | 6      |                   |   |
| 1 | Bandera de Italia     | Simone Bolelli                        | 66  | 1 | 2      |                   |   |
| 2 | Bandera de Kazajistán | Andrey Golubev                        | 3   | 3 | 77     | 2                 |   |
| 2 | Bandera de Italia     | Andreas Seppi                         | 6   | 6 | 65     | 6                 |   |
| 3 | Bandera de Kazajistán | Andrey Golubev - Aleksandr Nedovyesov | 64  | 3 | 715    | 4                 |   |
| 3 | Bandera de Italia     | Fabio Fognini - Paolo Lorenzi         | 77  | 6 | 613    | 6                 |   |
| 4 | Bandera de Kazajistán | Mikhail Kukushkin                     | 710 | 6 | 6      |                   |   |
| 4 | Bandera de Italia     | Andreas Seppi                         | 68  | 0 | 4      |                   |   |
| 5 | Bandera de Kazajistán | Andrey Golubev                        | 77  | 3 | 4      | 6                 | 7 |
| 5 | Bandera de Italia     | Simone Bolelli                        | 65  | 6 | 6      | 3                 | 5 |

| | Bandera de Argentina | Argentina                          | 3 | 2 | Brasil | Bandera de Brasil |    |
| --- | -------------------- | ---------------------------------- | - | - | ------ | ----------------- | -- |
| Tecnópolis, Villa Martelli, Argentina 6 de marzo al 9 de marzo de 2015 (Arcilla) |                      |                                    |   |   |        |                   |    |
| \| 1 \| \| Carlos Berlocq \| 4 \| 6 \| 7 \| 3 \| 2 \| \| 1 \| \| João Souza \| 6 \| 3 \| 5 \| 6 \| 6 \| \| 2 \| \| Leonardo Mayer \| 6 \| 6 \| 1 \| 6 \| \| \| 2 \| \| Thomaz Bellucci \| 4 \| 3 \| 6 \| 3 \| \| \| 3 \| \| Carlos Berlocq - Diego Schwartzman \| 5 \| 3 \| 4 \| \| \| \| 3 \| \| Marcelo Melo - Bruno Soares \| 7 \| 6 \| 6 \| \| \| \| 4 \| \| Leonardo Mayer \| 7 \| 7 \| 5 \| 5 \| 15 \| \| 4 \| \| João Souza \| 6 \| 6 \| 7 \| 7 \| 13 \| \| 5[3] \| \| Federico Delbonis \| 6 \| 3 \| 6 \| 7 \| \| \| 5[3] \| \| Thomaz Bellucci \| 3 \| 6 \| 2 \| 5 \| \| |                      |                                    |   |   |        |                   |    |
| 1 | Bandera de Argentina | Carlos Berlocq                     | 4 | 6 | 7      | 3                 | 2  |
| 1 | Bandera de Brasil    | João Souza                         | 6 | 3 | 5      | 6                 | 6  |
| 2 | Bandera de Argentina | Leonardo Mayer                     | 6 | 6 | 1      | 6                 |    |
| 2 | Bandera de Brasil    | Thomaz Bellucci                    | 4 | 3 | 6      | 3                 |    |
| 3 | Bandera de Argentina | Carlos Berlocq - Diego Schwartzman | 5 | 3 | 4      |                   |    |
| 3 | Bandera de Brasil    | Marcelo Melo - Bruno Soares        | 7 | 6 | 6      |                   |    |
| 4 | Bandera de Argentina | Leonardo Mayer                     | 7 | 7 | 5      | 5                 | 15 |
| 4 | Bandera de Brasil    | João Souza                         | 6 | 6 | 7      | 7                 | 13 |
| 5 | Bandera de Argentina | Federico Delbonis                  | 6 | 3 | 6      | 7                 |    |
| 5 | Bandera de Brasil    | Thomaz Bellucci                    | 3 | 6 | 2      | 5                 |    |

| | Bandera de Serbia  | Serbia                          | 5 | 0 | Croacia | Bandera de Croacia |   |
| --- | ------------------ | ------------------------------- | - | - | ------- | ------------------ | - |
| Kraljevo Sports Centre, Kraljevo, Serbia 6 de marzo al 8 de marzo de 2015 (Arcilla) |                    |                                 |   |   |         |                    |   |
| \| 1 \| \| Novak Djokovic \| 6 \| 6 \| 6 \| \| \| \| 1 \| \| Mate Delić \| 3 \| 2 \| 4 \| \| \| \| 2 \| \| Viktor Troicki \| 4 \| 1 \| 6 \| 6 \| 6 \| \| 2 \| \| Borna Ćorić \| 6 \| 6 \| 3 \| 2 \| 1 \| \| 3 \| \| Viktor Troicki - Nenad Zimonjić \| 6 \| 6 \| 6 \| \| \| \| 3 \| \| Marin Draganja - Franko Škugor \| 3 \| 4 \| 1 \| \| \| \| 4 \| \| Novak Djokovic \| 6 \| 6 \| \| \| \| \| 4 \| \| Borna Ćorić \| 4 \| 2 \| \| \| \| \| 5 \| \| Viktor Troicki \| 6 \| 6 \| \| \| \| \| 5 \| \| Mate Delić \| 4 \| 3 \| \| \| \| |                    |                                 |   |   |         |                    |   |
| 1 | Bandera de Serbia  | Novak Djokovic                  | 6 | 6 | 6       |                    |   |
| 1 | Bandera de Croacia | Mate Delić                      | 3 | 2 | 4       |                    |   |
| 2 | Bandera de Serbia  | Viktor Troicki                  | 4 | 1 | 6       | 6                  | 6 |
| 2 | Bandera de Croacia | Borna Ćorić                     | 6 | 6 | 3       | 2                  | 1 |
| 3 | Bandera de Serbia  | Viktor Troicki - Nenad Zimonjić | 6 | 6 | 6       |                    |   |
| 3 | Bandera de Croacia | Marin Draganja - Franko Škugor  | 3 | 4 | 1       |                    |   |
| 4 | Bandera de Serbia  | Novak Djokovic                  | 6 | 6 |         |                    |   |
| 4 | Bandera de Croacia | Borna Ćorić                     | 4 | 2 |         |                    |   |
| 5 | Bandera de Serbia  | Viktor Troicki                  | 6 | 6 |         |                    |   |
| 5 | Bandera de Croacia | Mate Delić                      | 4 | 3 |         |                    |   |

| | Bandera de Canadá | Canadá                         | 3 | 2  | Japón | Bandera de Japón |   |
| --- | ----------------- | ------------------------------ | - | -- | ----- | ---------------- | - |
| Centro de Deportes de Invierno de la UBC, Vancouver, Canadá 6 de marzo al 8 de marzo de 2015 (Dura, bajo techo) |                   |                                |   |    |       |                  |   |
| \| 1 \| \| Milos Raonic \| 6 \| 6 \| 6 \| \| \| \| 1 \| \| Tatsuma Ito \| 2 \| 1 \| 2 \| \| \| \| 2 \| \| Vasek Pospisil \| 4 \| 65 \| 3 \| \| \| \| 2 \| \| Kei Nishikori \| 6 \| 77 \| 6 \| \| \| \| 3 \| \| Daniel Nestor - Vasek Pospisil \| 7 \| 2 \| 6 \| 3 \| 6 \| \| 3 \| \| Go Soeda - Yasutaka Uchiyama \| 5 \| 6 \| 3 \| 6 \| 3 \| \| 4 \| \| Milos Raonic \| 6 \| 3 \| 4 \| 6 \| 4 \| \| 4 \| \| Kei Nishikori \| 3 \| 6 \| 6 \| 2 \| 6 \| \| 5 \| \| Vasek Pospisil \| 7 \| 6 \| 6 \| \| \| \| 5 \| \| Go Soeda \| 5 \| 3 \| 4 \| \| \| |                   |                                |   |    |       |                  |   |
| 1 | Bandera de Canadá | Milos Raonic                   | 6 | 6  | 6     |                  |   |
| 1 | Bandera de Japón  | Tatsuma Ito                    | 2 | 1  | 2     |                  |   |
| 2 | Bandera de Canadá | Vasek Pospisil                 | 4 | 65 | 3     |                  |   |
| 2 | Bandera de Japón  | Kei Nishikori                  | 6 | 77 | 6     |                  |   |
| 3 | Bandera de Canadá | Daniel Nestor - Vasek Pospisil | 7 | 2  | 6     | 3                | 6 |
| 3 | Bandera de Japón  | Go Soeda - Yasutaka Uchiyama   | 5 | 6  | 3     | 6                | 3 |
| 4 | Bandera de Canadá | Milos Raonic                   | 6 | 3  | 4     | 6                | 4 |
| 4 | Bandera de Japón  | Kei Nishikori                  | 3 | 6  | 6     | 2                | 6 |
| 5 | Bandera de Canadá | Vasek Pospisil                 | 7 | 6  | 6     |                  |   |
| 5 | Bandera de Japón  | Go Soeda                       | 5 | 3  | 4     |                  |   |

| | Bandera de Bélgica | Bélgica                        | 3 | 2  | Suiza | Bandera de Suiza |   |
| --- | ------------------ | ------------------------------ | - | -- | ----- | ---------------- | - |
| País Salón du Sart Tilman, Lieja, Bélgica 6 de marzo al 8 de marzo de 2015 (Dura, bajo techo) |                    |                                |   |    |       |                  |   |
| \| 1 \| \| Ruben Bemelmans \| 6 \| 78 \| 4 \| 0 \| 2 \| \| 1 \| \| Henri Laaksonen \| 1 \| 66 \| 6 \| 6 \| 6 \| \| 2 \| \| Steve Darcis \| 6 \| 6 \| 6 \| \| \| \| 2 \| \| Michael Lammer \| 3 \| 1 \| 3 \| \| \| \| 3 \| \| Ruben Bemelmans - Niels Desein \| 1 \| 6 \| 6 \| 6 \| \| \| 3 \| \| Adrien Bossel - Michael Lammer \| 6 \| 3 \| 2 \| 2 \| \| \| 4 \| \| Ruben Bemelmans \| 3 \| 6 \| 6 \| 65 \| 1 \| \| 4 \| \| Michael Lammer \| 6 \| 3 \| 3 \| 77 \| 6 \| \| 5 \| \| Steve Darcis \| 6 \| 6 \| 6 \| \| \| \| 5 \| \| Henri Laaksonen \| 4 \| 0 \| 4 \| \| \| |                    |                                |   |    |       |                  |   |
| 1 | Bandera de Bélgica | Ruben Bemelmans                | 6 | 78 | 4     | 0                | 2 |
| 1 | Bandera de Suiza   | Henri Laaksonen                | 1 | 66 | 6     | 6                | 6 |
| 2 | Bandera de Bélgica | Steve Darcis                   | 6 | 6  | 6     |                  |   |
| 2 | Bandera de Suiza   | Michael Lammer                 | 3 | 1  | 3     |                  |   |
| 3 | Bandera de Bélgica | Ruben Bemelmans - Niels Desein | 1 | 6  | 6     | 6                |   |
| 3 | Bandera de Suiza   | Adrien Bossel - Michael Lammer | 6 | 3  | 2     | 2                |   |
| 4 | Bandera de Bélgica | Ruben Bemelmans                | 3 | 6  | 6     | 65               | 1 |
| 4 | Bandera de Suiza   | Michael Lammer                 | 6 | 3  | 3     | 77               | 6 |
| 5 | Bandera de Bélgica | Steve Darcis                   | 6 | 6  | 6     |                  |   |
| 5 | Bandera de Suiza   | Henri Laaksonen                | 4 | 0  | 4     |                  |   |

El partido entre Leonardo Mayer y João Souza, por el cuarto punto de la serie Argentina - Brasil, se convirtió en el encuentro de sencillos más largo de la historia de la Copa Davis, luego de jugar por seis horas y cuarenta y dos minutos. Superó la marca del jugado por McEnroe y Wilander en 1982.

#### Cuartos de final
En primera columna, el equipo que efectúa de local.
| | Bandera del Reino Unido | Gran Bretaña                       | 3 | 1   | Francia | Bandera de Francia |  |
| --- | ----------------------- | ---------------------------------- | - | --- | ------- | ------------------ |  |
| The Queen's Club, Londres, Reino Unido 17 de julio al 19 de julio de 2015 (Césped, al aire libre) |                         |                                    |   |     |         |                    |  |
| \| 1 \| \| James Ward \| 4 \| 4 \| 1 \| \| \| \| 1 \| \| Gilles Simon \| 6 \| 6 \| 6 \| \| \| \| 2 \| \| Andy Murray \| 7 \| 7 \| 6 \| \| \| \| 2 \| \| Jo-Wilfried Tsonga \| 5 \| 610 \| 2 \| \| \| \| 3 \| \| Andy Murray- Jamie Murray \| 4 \| 6 \| 77 \| 6 \| \| \| 3 \| \| Jo-Wilfried Tsonga - Nicolas Mahut \| 6 \| 3 \| 65 \| 1 \| \| \| 4 \| \| Andy Murray \| 4 \| 7 \| 6 \| 6 \| \| \| 4 \| \| Gilles Simon \| 6 \| 65 \| 3 \| 0 \| \| \| 5 \| \| James Ward \| 0 \| 0 \| 0 \| \| \| \| 5 \| \| Jo-Wilfried Tsonga \| 0 \| 0 \| 0 \| \| \| |                         |                                    |   |     |         |                    |  |
| 1 | Bandera del Reino Unido | James Ward                         | 4 | 4   | 1       |                    |  |
| 1 | Bandera de Francia      | Gilles Simon                       | 6 | 6   | 6       |                    |  |
| 2 | Bandera del Reino Unido | Andy Murray                        | 7 | 7   | 6       |                    |  |
| 2 | Bandera de Francia      | Jo-Wilfried Tsonga                 | 5 | 610 | 2       |                    |  |
| 3 | Bandera del Reino Unido | Andy Murray- Jamie Murray          | 4 | 6   | 77      | 6                  |  |
| 3 | Bandera de Francia      | Jo-Wilfried Tsonga - Nicolas Mahut | 6 | 3   | 65      | 1                  |  |
| 4 | Bandera del Reino Unido | Andy Murray                        | 4 | 7   | 6       | 6                  |  |
| 4 | Bandera de Francia      | Gilles Simon                       | 6 | 65  | 3       | 0                  |  |
| 5 | Bandera del Reino Unido | James Ward                         | 0 | 0   | 0       |                    |  |
| 5 | Bandera de Francia      | Jo-Wilfried Tsonga                 | 0 | 0   | 0       |                    |  |

| | Bandera de Australia  | Australia                             | 3  | 2  | Kazajistán | Bandera de Kazajistán |  |
| --- | --------------------- | ------------------------------------- | -- | -- | ---------- | --------------------- |  |
| Marrara Sporting Complex, Darwin, Australia 17 de julio al 19 de julio de 2015 (Césped, al aire libre) |                       |                                       |    |    |            |                       |  |
| \| 1 \| \| Thanasi Kokkinakis \| 4 \| 3 \| 3 \| \| \| \| 1 \| \| Mijaíl Kukushkin \| 6 \| 6 \| 6 \| \| \| \| 2 \| \| Nick Kyrgios \| 65 \| 7 \| 65 \| 4 \| \| \| 2 \| \| Aleksandr Nedovyesov \| 7 \| 62 \| 7 \| 6 \| \| \| 3 \| \| Samuel Groth - Lleyton Hewitt \| 6 \| 7 \| 6 \| \| \| \| 3 \| \| Andréi Golúbev - Aleksandr Nedovyesov \| 4 \| 64 \| 2 \| \| \| \| 4 \| \| Samuel Groth \| 6 \| 7 \| 4 \| 7 \| \| \| 4 \| \| Mijaíl Kukushkin \| 3 \| 66 \| 6 \| 66 \| \| \| 5 \| \| Lleyton Hewitt \| 7 \| 6 \| 6 \| \| \| \| 5 \| \| Aleksandr Nedovyesov \| 62 \| 2 \| 3 \| \| \| |                       |                                       |    |    |            |                       |  |
| 1 | Bandera de Australia  | Thanasi Kokkinakis                    | 4  | 3  | 3          |                       |  |
| 1 | Bandera de Kazajistán | Mijaíl Kukushkin                      | 6  | 6  | 6          |                       |  |
| 2 | Bandera de Australia  | Nick Kyrgios                          | 65 | 7  | 65         | 4                     |  |
| 2 | Bandera de Kazajistán | Aleksandr Nedovyesov                  | 7  | 62 | 7          | 6                     |  |
| 3 | Bandera de Australia  | Samuel Groth - Lleyton Hewitt         | 6  | 7  | 6          |                       |  |
| 3 | Bandera de Kazajistán | Andréi Golúbev - Aleksandr Nedovyesov | 4  | 64 | 2          |                       |  |
| 4 | Bandera de Australia  | Samuel Groth                          | 6  | 7  | 4          | 7                     |  |
| 4 | Bandera de Kazajistán | Mijaíl Kukushkin                      | 3  | 66 | 6          | 66                    |  |
| 5 | Bandera de Australia  | Lleyton Hewitt                        | 7  | 6  | 6          |                       |  |
| 5 | Bandera de Kazajistán | Aleksandr Nedovyesov                  | 62 | 2  | 3          |                       |  |

| | Bandera de Argentina | Argentina                       | 4 | 1 | Serbia | Bandera de Serbia |   |  |
| --- | -------------------- | ------------------------------- | - | - | ------ | ----------------- | - |  |
| Tecnópolis, Villa Martelli, Argentina 17 de julio al 19 de julio de 2015 (Arcilla, bajo techo) |                      |                                 |   |   |        |                   |   |  |
| \| 1 \| \| Leonardo Mayer \| 6 \| 6 \| 6 \| \| \| \| \| 1 \| \| Filip Krajinović \| 4 \| 2 \| 1 \| \| \| \| \| 3 \| \| Federico Delbonis \| 2 \| 2 \| 6 \| 6 \| 6 \| \| \| 3 \| \| Viktor Troicki \| 6 \| 6 \| 4 \| 4 \| 2 \| \| \| 3 \| \| Carlos Berlocq - Leonardo Mayer \| 6 \| 6 \| 6 \| \| \| \| \| 3 \| \| Viktor Troicki - Nenad Zimonjić \| 2 \| 4 \| 1 \| \| \| \| \| 4 \| \| Diego Schwartzman \| 1 \| 4 \| \| \| \| \| \| 4 \| \| Dusan Lajović \| 6 \| 6 \| \| \| \| \| \| 5 \| \| Carlos Berlocq \| 6 \| 3 \| \| \| \| \| \| 5 \| \| Filip Krajinović \| 1 \| 0 \| Retiro \| \| \| \| |                      |                                 |   |   |        |                   |   |  |
| 1 | Bandera de Argentina | Leonardo Mayer                  | 6 | 6 | 6      |                   |   |  |
| 1 | Bandera de Serbia    | Filip Krajinović                | 4 | 2 | 1      |                   |   |  |
| 3 | Bandera de Argentina | Federico Delbonis               | 2 | 2 | 6      | 6                 | 6 |  |
| 3 | Bandera de Serbia    | Viktor Troicki                  | 6 | 6 | 4      | 4                 | 2 |  |
| 3 | Bandera de Argentina | Carlos Berlocq - Leonardo Mayer | 6 | 6 | 6      |                   |   |  |
| 3 | Bandera de Serbia    | Viktor Troicki - Nenad Zimonjić | 2 | 4 | 1      |                   |   |  |
| 4 | Bandera de Argentina | Diego Schwartzman               | 1 | 4 |        |                   |   |  |
| 4 | Bandera de Serbia    | Dusan Lajović                   | 6 | 6 |        |                   |   |  |
| 5 | Bandera de Argentina | Carlos Berlocq                  | 6 | 3 |        |                   |   |  |
| 5 | Bandera de Serbia    | Filip Krajinović                | 1 | 0 | Retiro |                   |   |  |

| | Bandera de Bélgica | Bélgica                            | 5 | 0 | Canadá | Bandera de Canadá |  |
| --- | ------------------ | ---------------------------------- | - | - | ------ | ----------------- |  |
| Sportpark Krokodiel, Ostende, Bélgica 17 de julio al 19 de julio de 2015 (Arcilla, al aire libre) |                    |                                    |   |   |        |                   |  |
| \| 1 \| \| Steve Darcis \| 3 \| 6 \| 7 \| 6 \| \| \| 1 \| \| Frank Dancevic \| 6 \| 1 \| 5 \| 3 \| \| \| 2 \| \| David Goffin \| 6 \| 6 \| 6 \| \| \| \| 2 \| \| Filip Peliwo \| 4 \| 4 \| 2 \| \| \| \| 3 \| \| Ruben Bemelmans - Kimmer Coppejans \| 7 \| 3 \| 6 \| 6 \| \| \| 3 \| \| Daniel Nestor - Adil Shamasdin \| 5 \| 6 \| 4 \| 3 \| \| \| 4 \| \| Kimmer Coppejans \| 2 \| 6 \| 6 \| \| \| \| 4 \| \| Frank Dancevic \| 6 \| 2 \| 3 \| \| \| \| 5 \| \| Steve Darcis \| 6 \| 6 \| \| \| \| \| 5 \| \| Filip Peliwo \| 4 \| 3 \| \| \| \| |                    |                                    |   |   |        |                   |  |
| 1 | Bandera de Bélgica | Steve Darcis                       | 3 | 6 | 7      | 6                 |  |
| 1 | Bandera de Canadá  | Frank Dancevic                     | 6 | 1 | 5      | 3                 |  |
| 2 | Bandera de Bélgica | David Goffin                       | 6 | 6 | 6      |                   |  |
| 2 | Bandera de Canadá  | Filip Peliwo                       | 4 | 4 | 2      |                   |  |
| 3 | Bandera de Bélgica | Ruben Bemelmans - Kimmer Coppejans | 7 | 3 | 6      | 6                 |  |
| 3 | Bandera de Canadá  | Daniel Nestor - Adil Shamasdin     | 5 | 6 | 4      | 3                 |  |
| 4 | Bandera de Bélgica | Kimmer Coppejans                   | 2 | 6 | 6      |                   |  |
| 4 | Bandera de Canadá  | Frank Dancevic                     | 6 | 2 | 3      |                   |  |
| 5 | Bandera de Bélgica | Steve Darcis                       | 6 | 6 |        |                   |  |
| 5 | Bandera de Canadá  | Filip Peliwo                       | 4 | 3 |        |                   |  |

#### Semifinales
En primera columna, el equipo que efectúa de local.
| | Bandera del Reino Unido | Gran Bretaña                  | 3 | 2  | Australia | Bandera de Australia |   |
| --- | ----------------------- | ----------------------------- | - | -- | --------- | -------------------- | - |
| Glasgow, Reino Unido 18 al 20 de septiembre de 2015 (Dura, bajo techo) |                         |                               |   |    |           |                      |   |
| \| 1 \| \| Andy Murray \| 6 \| 6 \| 6 \| \| \| \| 1 \| \| Thanasi Kokkinakis \| 3 \| 0 \| 3 \| \| \| \| 2 \| \| Daniel Evans \| 3 \| 62 \| 77 \| 4 \| \| \| 2 \| \| Bernard Tomic \| 6 \| 77 \| 64 \| 6 \| \| \| 3 \| \| Andy Murray - Jamie Murray \| 4 \| 6 \| 6 \| 66 \| 6 \| \| 3 \| \| Samuel Groth - Lleyton Hewitt \| 6 \| 3 \| 4 \| 77 \| 4 \| \| 4 \| \| Andy Murray \| 7 \| 6 \| 6 \| \| \| \| 4 \| \| Bernard Tomic \| 5 \| 3 \| 2 \| \| \| \| 5 \| \| Daniel Evans \| 5 \| 2 \| \| \| \| \| 5 \| \| Thanasi Kokkinakis \| 7 \| 3 \| \| \| \| |                         |                               |   |    |           |                      |   |
| 1 | Bandera del Reino Unido | Andy Murray                   | 6 | 6  | 6         |                      |   |
| 1 | Bandera de Australia    | Thanasi Kokkinakis            | 3 | 0  | 3         |                      |   |
| 2 | Bandera del Reino Unido | Daniel Evans                  | 3 | 62 | 77        | 4                    |   |
| 2 | Bandera de Australia    | Bernard Tomic                 | 6 | 77 | 64        | 6                    |   |
| 3 | Bandera del Reino Unido | Andy Murray - Jamie Murray    | 4 | 6  | 6         | 66                   | 6 |
| 3 | Bandera de Australia    | Samuel Groth - Lleyton Hewitt | 6 | 3  | 4         | 77                   | 4 |
| 4 | Bandera del Reino Unido | Andy Murray                   | 7 | 6  | 6         |                      |   |
| 4 | Bandera de Australia    | Bernard Tomic                 | 5 | 3  | 2         |                      |   |
| 5 | Bandera del Reino Unido | Daniel Evans                  | 5 | 2  |           |                      |   |
| 5 | Bandera de Australia    | Thanasi Kokkinakis            | 7 | 3  |           |                      |   |

| Bruselas, Bélgica 18 al 20 de septiembre de 2015 (Dura, bajo techo) |                      |                                    |    |    |   |    |  |  |
| \| 1 \| \| David Goffin \| 7 \| 77 \| 6 \| \| \| \| \| 1 \| \| Federico Delbonis \| 5 \| 63 \| 3 \| \| \| \| \| 2 \| \| Steve Darcis \| 65 \| 61 \| 6 \| 3 \| \| \| \| 2 \| \| Leonardo Mayer \| 77 \| 77 \| 4 \| 6 \| \| \| \| 3 \| \| Ruben Bemelmans - Kimmer Coppejans \| 2 \| 62 \| 7 \| 65 \| \| \| \| 3 \| \| Carlos Berlocq - Leonardo Mayer \| 6 \| 77 \| 5 \| 77 \| \| \| \| 4 \| \| David Goffin \| 6 \| 6 \| 6 \| \| \| \| \| 4 \| \| Diego Schwartzman \| 3 \| 2 \| 1 \| \| \| \| \| 5 \| \| Steve Darcis \| 6 \| 2 \| 7 \| 77 \| \| \| \| 5 \| \| Federico Delbonis \| 4 \| 6 \| 5 \| 63 \| \| \| |                      |                                    |    |    |   |    |  |  |
| 1 | Bandera de Bélgica   | David Goffin                       | 7  | 77 | 6 |    |  |  |
| 1 | Bandera de Argentina | Federico Delbonis                  | 5  | 63 | 3 |    |  |  |
| 2 | Bandera de Bélgica   | Steve Darcis                       | 65 | 61 | 6 | 3  |  |  |
| 2 | Bandera de Argentina | Leonardo Mayer                     | 77 | 77 | 4 | 6  |  |  |
| 3 | Bandera de Bélgica   | Ruben Bemelmans - Kimmer Coppejans | 2  | 62 | 7 | 65 |  |  |
| 3 | Bandera de Argentina | Carlos Berlocq - Leonardo Mayer    | 6  | 77 | 5 | 77 |  |  |
| 4 | Bandera de Bélgica   | David Goffin                       | 6  | 6  | 6 |    |  |  |
| 4 | Bandera de Argentina | Diego Schwartzman                  | 3  | 2  | 1 |    |  |  |
| 5 | Bandera de Bélgica   | Steve Darcis                       | 6  | 2  | 7 | 77 |  |  |
| 5 | Bandera de Argentina | Federico Delbonis                  | 4  | 6  | 5 | 63 |  |  |

#### Final
| | Bandera de Bélgica      | Bélgica                     | 1 | 3 | Gran Bretaña | Bandera del Reino Unido |   |
| --- | ----------------------- | --------------------------- | - | - | ------------ | ----------------------- | - |
| Flanders Expo, Ghent, Bélgica 27 al 29 de noviembre de 2015 (Arcilla, bajo techo) |                         |                             |   |   |              |                         |   |
| \| 1 \| \| David Goffin \| 3 \| 1 \| 6 \| 6 \| 6 \| \| 1 \| \| Kyle Edmund \| 6 \| 6 \| 2 \| 1 \| 0 \| \| 2 \| \| Ruben Bemelmans \| 3 \| 2 \| 5 \| \| \| \| 2 \| \| Andy Murray \| 6 \| 6 \| 7 \| \| \| \| 3 \| \| David Goffin - Steve Darcis \| 4 \| 6 \| 3 \| 2 \| \| \| 3 \| \| Andy Murray - Jamie Murray \| 6 \| 4 \| 6 \| 6 \| \| \| 4 \| \| David Goffin \| 3 \| 5 \| 3 \| \| \| \| 4 \| \| Andy Murray \| 6 \| 7 \| 6 \| \| \| \| 5 \| \| Ruben Bemelmans \| \| \| \| \| \| \| 5 \| Kyle Edmund \| \| \| \| \| \| \| |                         |                             |   |   |              |                         |   |
| 1 | Bandera de Bélgica      | David Goffin                | 3 | 1 | 6            | 6                       | 6 |
| 1 | Bandera del Reino Unido | Kyle Edmund                 | 6 | 6 | 2            | 1                       | 0 |
| 2 | Bandera de Bélgica      | Ruben Bemelmans             | 3 | 2 | 5            |                         |   |
| 2 | Bandera del Reino Unido | Andy Murray                 | 6 | 6 | 7            |                         |   |
| 3 | Bandera de Bélgica      | David Goffin - Steve Darcis | 4 | 6 | 3            | 2                       |   |
| 3 | Bandera del Reino Unido | Andy Murray - Jamie Murray  | 6 | 4 | 6            | 6                       |   |
| 4 | Bandera de Bélgica      | David Goffin                | 3 | 5 | 3            |                         |   |
| 4 | Bandera del Reino Unido | Andy Murray                 | 6 | 7 | 6            |                         |   |
| 5 | Bandera de Bélgica      | Ruben Bemelmans             |   |   |              |                         |   |
| 5 | Bandera del Reino Unido | Kyle Edmund                 |   |   |              |                         |   |

| Reino Unido                    |
| Campeón Gran Bretaña 10 título |

## Repesca clasificatoria
Los ocho equipos perdedores en los cruces de la primera ronda del Grupo Mundial y ocho ganadores de los cruces de la ronda final de su grupo regional del Grupo I competirán en los play-offs del Grupo Mundial 2016. Los ganadores jugarán el Grupo Mundial 2016; los perdedores jugarán en sus respectivos grupos regionales, según su ubicación geográfica.
Los cruces se disputaron del 18 al 20 de septiembre de 2015.
| Bandera de la India | India | 1 | 3 | República Checa | Bandera de República Checa |
| ------------------- | ----- | - | - | --------------- | -------------------------- |

| Bandera de Suiza | Suiza | 4 | 1 | Holanda | Bandera de los Países Bajos |
| ---------------- | ----- | - | - | ------- | --------------------------- |

| Bandera de Rusia | Rusia | 1 | 4 | Italia | Bandera de Italia |
| ---------------- | ----- | - | - | ------ | ----------------- |

| Bandera de Uzbekistán | Uzbekistán | 1 | 3 | Estados Unidos | Bandera de Estados Unidos |
| --------------------- | ---------- | - | - | -------------- | ------------------------- |

| Bandera de Colombia | Colombia | 2 | 3 | Japón | Bandera de Japón |
| ------------------- | -------- | - | - | ----- | ---------------- |

| Bandera de la República Dominicana | República Dominicana | 1 | 4 | Alemania | Bandera de Alemania |
| ---------------------------------- | -------------------- | - | - | -------- | ------------------- |

| Bandera de Brasil | Brasil | 1 | 3 | Croacia | Bandera de Croacia |
| ----------------- | ------ | - | - | ------- | ------------------ |

| Bandera de Polonia | Polonia | 3 | 2 | Eslovaquia | Bandera de Eslovaquia |
| ------------------ | ------- | - | - | ---------- | --------------------- |

## Grupos regionales

### América
| Zona americana | Zona americana | Zona americana | Zona americana | Zona americana       | Zona americana | Zona americana | Zona americana | Zona americana | Zona americana | Zona americana |
| Grupo 1        | Barbados       | Colombia       | Ecuador        | República Dominicana | Uruguay        | -              | -              | -              |                |                |
| Grupo 2        | Bolivia        | Chile          | Costa Rica     | El Salvador          | México         | Puerto Rico    | Perú           | Venezuela      |                |                |
| Grupo 3        | Bahamas        | Bermudas       | Cuba           | Guatemala            | Haití          | Honduras       | Jamaica        | Panamá         |                |                |
| Grupo 3        | Paraguay       | -              | -              | -                    | -              | -              | -              | -              |                |                |
| -------------- | -------------- | -------------- | -------------- | -------------------- | -------------- | -------------- | -------------- | -------------- | -------------- | -------------- |

### AsiayOceanía
| Zona asiática/oceánica | Zona asiática/oceánica | Zona asiática/oceánica | Zona asiática/oceánica | Zona asiática/oceánica | Zona asiática/oceánica | Zona asiática/oceánica | Zona asiática/oceánica | Zona asiática/oceánica | Zona asiática/oceánica | Zona asiática/oceánica |
| Grupo 1                | China                  | Corea del Sur          | Tailandia              | Nueva Zelanda          | Uzbekistán             | -                      | -                      | -                      |                        |                        |
| Grupo 2                | China Taipéi           | Filipinas              | Indonesia              | Irán                   | Kuwait                 | Vietnam                | Pakistán               | Sri Lanka              |                        |                        |
| Grupo 3                | Camboya                | Emiratos Árabes Unidos | Hong Kong              | Malasia                | Singapur               | Siria                  | Turkmenistán           | Catar                  |                        |                        |
| Grupo 4                | Bangladés              | Baréin                 | Emiratos Árabes Unidos | Irak                   | Islas del Pacífico     | Jordania               | Kirguistán             | Mongolia               |                        |                        |
| Grupo 4                | Omán                   | Singapur               | -                      | -                      | -                      | -                      | -                      | -                      |                        |                        |
| ---------------------- | ---------------------- | ---------------------- | ---------------------- | ---------------------- | ---------------------- | ---------------------- | ---------------------- | ---------------------- | ---------------------- | ---------------------- |

### EuropayÁfrica
| Zona Europea- Africana | Zona Europea- Africana | Zona Europea- Africana | Zona Europea- Africana | Zona Europea- Africana | Zona Europea- Africana | Zona Europea- Africana | Zona Europea- Africana | Zona Europea- Africana | Zona Europea- Africana | Zona Europea- Africana |
| Grupo 1                | Austria                | Eslovenia              | Eslovaquia             | España                 | Israel                 | Lituania               | Polonia                | Países Bajos           | Rusia                  |                        |
| Grupo 1                | Rumania                | Suecia                 | Ucrania                | -                      | -                      | -                      | -                      | -                      | -                      |                        |
| Grupo 2                | Bosnia y Herzegovina   | Bielorrusia            | Bulgaria               | Dinamarca              | Finlandia              | Hungría                | Irlanda                | Letonia                | Luxemburgo             |                        |
| Grupo 2                | Marruecos              | Madagascar             | Moldavia               | Mónaco                 | Portugal               | Turquía                | Sudáfrica              | Zimbabue               | -                      |                        |
| Grupo 3 (Europa)       | Albania                | Armenia                | Azerbaiyán             | Estonia                | Georgia                | Grecia                 | Islandia               | Liechtenstein          | Macedonia              |                        |
| Grupo 3 (Europa)       | Malta                  | Montenegro             | San Marino             | Noruega                | -                      | -                      | -                      | -                      | -                      |                        |
| Grupo 3 (África)       | Argelia                | Benín                  | Botsuana               | Camerún                | Chipre                 | Ghana                  | Kenia                  | Namibia                | Nigeria                |                        |
| Grupo 3 (África)       | Ruanda                 | Zambia                 | -                      | -                      | -                      | -                      | -                      | -                      | -                      |                        |
| ---------------------- | ---------------------- | ---------------------- | ---------------------- | ---------------------- | ---------------------- | ---------------------- | ---------------------- | ---------------------- | ---------------------- | ---------------------- |